# David C. Williams
David Christian Williams (* 1958 in Macomb, Illinois) ist ein US-amerikanischer Komponist.

## Leben
David Christian Williams wurde in Macomb, Illinois geboren und wuchs in St. Louis, Missouri auf. Er erhielt seinen Bachelor in Musik an der Southwest Missouri State University und machte seinen Master an der University of North Texas. Anschließend nahm er Unterricht bei dem Komponisten John Corigliano, um sich in Filmkomposition zu spezialisieren. Seit seinem Debüt als Filmkomponist 1979 für den Krimi Delirium, war Williams unter anderem für Filme wie Critters 3 – Die Kuschelkiller kommen, God’s Army – Die letzte Schlacht und Wishmaster 2 – Das Böse stirbt nie als Komponist verantwortlich.

## Filmografie (Auswahl)
- 1979: Delirium
- 1989: Mörderische Unschuld (Deadly Innocents)
- 1991: Critters 3 – Die Kuschelkiller kommen (Critters 3)
- 1991: Das geheimnisvolle Tagebuch (Even Angels Fall)
- 1993: American Yakuza
- 1995: Das Yakuza-Kartell (No Way Back)
- 1995: God’s Army – Die letzte Schlacht (The Prophecy)
- 1996: Kinder des Zorns IV – Mörderischer Kult (Children of the Corn IV: The Gathering)
- 1998: God’s Army II – Die Prophezeiung (The Prophecy II)
- 1998: Phantoms
- 1999: Wishmaster 2 – Das Böse stirbt nie (Wishmaster 2: Evil Never Dies)
- 2000: Supernova
- 2001: Das Iowa Inferno (A Glimpse of Hell)
- 2002: L.A. Law – Der Film (L.A. Law: The Movie)
- 2005: Manticore – Blutige Krallen (Manticore)
- 2006: Gefallene Engel (Fallen)
- 2010: Eisfieber 2 (Ice Castles)